# (487) Венеция
(487) Венеция (итал. Venezia) — астероид главного пояса, который принадлежит к светлому спектральному классу S. Он был открыт 9 июля 1902 года итальянским астрономом Луиджи Карнера в обсерватории Хайдельберг и назван в честь древнего итальянского города Венеции.

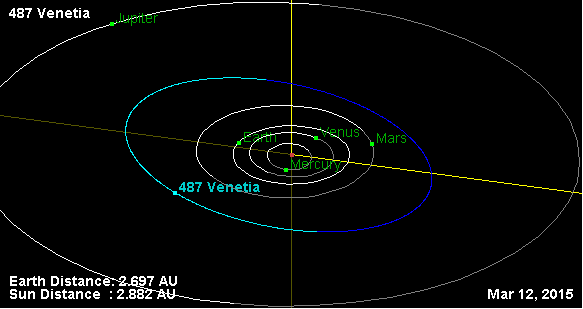
Орбита астероида Венеция и его положение в Солнечной системе